# August Neuburger (Politiker)
August Neuburger (* 22. Dezember 1902 in Baiertal; † 2. Februar 1999 in Heidelberg) war ein deutscher Jurist und Politiker (CDU).

## Leben und Beruf
Nach dem Besuch des Gymnasiums, das er ohne Abschluss verließ, absolvierte Neuburger, der römisch-katholischen Glaubens war, das Lehrerseminar in Heidelberg und arbeitete anschließend als Volksschullehrer in Ludwigshafen am Rhein. 1924 holte er das Abitur nach und nahm ein Studium der Rechts- und Staatswissenschaften an der Ruprecht-Karls-Universität Heidelberg auf. Seine Ausbildung finanzierte er als Bauarbeiter. Seit 1925 war er Mitglied der katholischen Studentenverbindung KDStV Arminia Heidelberg. Nach Bestehen der Großen Juristischen Staatsprüfung wurde er 1931 in Rastatt zur Rechtsanwaltschaft zugelassen. Von 1939 bis 1943 leistete er Kriegsdienst, anschließend war er erneut als Rechtsanwalt tätig.
1946 trat Neuburger als Ministerialrat in den Regierungsdienst von Württemberg-Baden. In den 1950er Jahren wurde er Verwaltungsratsvorsitzender der Deutschen Bundespost.

## Abgeordneter
1933 besaß August Neuburger als Zentrums-Politiker ein Mandat im letzten Landtag der Republik Baden, der durch das Gleichschaltungsgesetz zu Beginn der NS-Zeit aufgelöst wurde. Neuburger gehörte dem Deutschen Bundestag seit dessen erster Wahl 1949 bis 1961 an. Er vertrat als stets direkt gewählter Abgeordneter den Wahlkreis Bruchsal im Parlament. Neuburger war 1949 bis 1953 Vorsitzender des Hauptstadtausschusses des Bundestages, 1953 bis 1957 Vorsitzender des Arbeitskreises „Finanz- und Steuerfragen“ der CDU/CSU-Fraktion und anschließend bis zu seinem Ausscheiden aus dem Parlament Vorsitzender des Finanzausschusses des Bundestages.

## Ehrungen
- 1967: Großes Verdienstkreuz mit Stern und Schulterband der Bundesrepublik Deutschland
- 1978: Verdienstmedaille des Landes Baden-Württemberg